# Auxa divaricata
Auxa divaricata är en skalbaggsart som först beskrevs av Charles Coquerel 1851.  Auxa divaricata ingår i släktet Auxa och familjen långhorningar.
Artens utbredningsområde är Madagaskar. Inga underarter finns listade.